# Буряк Ганна Едуардівна
Га́нна Едуа́рдівна Буря́к — українська спортсменка-п'ятиборка, майстриня спорту міжнародного класу.

## Життєпис
Представляє Луганську обласну організацію МВСУ, ФСТ «Динамо».
Майстриня спорту міжнародного класу.[джерело?]
Бронзова призерка чемпіонату Європи 2012 року із сучасного п'ятиборства.
В травні 2013 року у Нижньому Новгороді на жіночих змаганнях в рамках фінального етапу Кубка Світу з сучасного п'ятиборства посіла третє місце, принісши другу нагороду збірній України, першу сходинку зайняла Вікторія Терещук.[джерело?]
В серпні 2013 року здобула золоту нагороду на етапі Кубка світу з сучасного п'ятиборства у Китаї. За підсумками всіх етапів набрала 5168 очок, таким чином уперше в своїй кар'єрі піднялася на найвищу сходинку п'єдесталу Кубка світу. Срібна та бронзова нагороди у китаянок Лян Ванся — 5100 очок і Ван Вей — 5072 очки, четвертою фінішувала Ірина Хохлова з 5048 очками.[джерело?]